# Stefan Boleslaw Poradowski
Stefan Boleslaw Poradowski, né le 16 août 1902 à Wloclawek - mort le 9 juillet 1967 à Poznań, est un compositeur polonais de musique moderne.

## Biographie
Poradowski reçoit sa première formation musicale à Wloclawek auprès de P. Bojakowskiego puis au conservatoire de musique de Bydgoszcz Winterfeld. De 1922 à 1926 il étudie la composition et la théorie musicale au conservatoire national de musique de Poznań auprès de Henryk Opieński et à l'université. Il poursuite des études de composition à Berlin auprès de Emil Reznicek. Il travaille comme professeur de violon et donne des cours sur des sujets théoriques à Poznań et Leszno et en 1930 est nommé professeur de théorie et composition ainsi que chef d'orchestre du conservatoire spécial de Poznań. Avant la guerre, il donne également des conférences au Conservatoire municipal de musique de Bydgoszcz (1935 - 1939), dirige l'orchestre de chambre et le chœur de la Société de musique « Harmony » à Poznań (1930 - 1939). En 1939 il est arrêté par les Allemands et emmené à Apt en Pologne où il travaille comme organiste et directeur de chorale.
En 1945, il enseigne à nouveau une classe spéciale de théorie et de composition à l'Académie de musique d'État à Poznań où il est également vice-recteur et doyen de la Faculté de composition, théorie et direction d'orchestre. En 1958, il est nommé professeur associé. À la même époque, il dirige la classe de composition à l'école supérieure de musique d'État de Wroclaw (en 1955), prépare les programmes de concert de l'orchestre philharmonique de Poznań (1946 - 1956) et organise des festivals et des concours à l'échelle nationale. Il est également un artiste bien connu, photographe et président de longue date de la branche de Poznań de l'« Union des photographes d'art polonais ».
L'épouse du compositeur est Wanda Lewandowska, fille de l'illustre compositeur allemand Louis Lewandowski.
Stefan Boleslaw Poradowski meurt le 9 juillet 1967 à Poznań. Il repose dans la crypte Meritorious Wielkopolska de l'église de St. Adalbert.

## Prix
Il est lauréat de nombreux prix dont le prix artistique de Poznań (1947), la Croix d'or du mérite (1955), la Croix de chevalier de l'Ordre de la renaissance polonaise (1964), la médaille d'honneur de la ville de Poznań (1964) et le diplôme du ministère de la culture et des arts (1966).

## Contributions littéraires
Il est l'auteur de plusieurs manuels sur la théorie musicale dont harmony Science (1931), Musical Instruments (1938), diatonic harmonic modulations (1939), The Fugue (1962), Acoustics for Musicians (1964) et The Art of Writing canons (1965).

## Discographie
Poradowski a créé plus de 130 œuvres dont :
Musique symphonique
Symphonies (I - VIII)
Poznan City Hall symphonic poem, op. 52 no 1
Suites for popular topics: Dyngus Kuyavia et Wedding Scenes
Concerto pour violon, op. 70
Concerto pour contrebasse, op. 26
Concerto pour flûte, harpe et cordes, op. 59 no 1
Musique de chambre
Suite antique pour orchestre à cordes, op. 6
Quatuors à cordes
Trio à cordes
Pièces instrumentale solo
Piano:
Prélude et Fugue, op. 8, no 1
Memories Sonata, op. 41
Sonatines classiques no 1 et no 2
Violon:
Sonate, op. 5
Nocturne, op. 57
Preludium et Toccata, op. 68
Mazurka pour alto, op. 24
Romance pour contrebasse
Prélude pour Orgue
Musique de scène
Flames opera, op. 66 no 1
Musique vocale
Cantates : The Triumph, Song of the spring, Horse Światowida, Poznan Rhapsody, Chant de la Vistule
Oratorio : Rédemption
Œuvres chorales pour chœur mixe et chœur masculin
Chansons
Courtship
Lament of the Virgin Mary
Song of the Night
Song of Our Lady of Loretto